# PZL.56 Kania
L'PZL P.56 Kania (aquilone, in lingua polacca) era un caccia monomotore ad ala bassa sviluppato dall'azienda polacca Państwowe Zakłady Lotnicze di Varsavia negli anni trenta e rimasto allo stadio di progetto.

## Storia
Nel febbraio 1939 il prototipo dell'aereo da caccia PZL.50 Jastrząb, progettato dall'ingegner Wsiewołod Jakimiuk, si era rivelato un velivolo moderno, ma i primi collaudi effettuati evidenziarono che risultava nettamente sottopotenziato. Il propulsore installato sull'aereo, un PZL/Bristol Merkury VIII (una copia costruita su licenza del Bristol Mercury VIIIA britannico) erogava solamente 725 CV (541 kW), che in emergenza salivano a 840 CV (630 kW). Durante i primi collaudi del velivolo gli ingegneri della società motoristica francese Hispano-Suiza annunciarono che una nuova linea di propulsori raffreddati a liquido, designata Hispano-Suiza 12Y, stava per essere immessa sul mercato. Il nuovo motore avrebbe erogato, entro due o tre anni, una potenza di 1 100 CV (820 kW). La potenza di questi propulsori sarebbe stata sufficiente per rimotorizzare il PZL.50 Jastrząb, o qualche altro progetto di aereo da caccia similare allora in fase di sviluppo in Polonia. Per preparare l'adozione dei nuovi propulsori, la direzione tecnica della Państwowe Zakłady Lotnicze organizzò una competizione interna per ridisegnare la cellula del PZL.50, adattandola al più piccolo propulsore in linea francese. Inoltre il governo polacco volle acquistare anche la licenza di produzione del nuovo motore Hispano-Suiza 12Z, erogante sulla carta 1 400-1 600 CV (1 030-1 177 kW), allora in fase di sviluppo.
Il concorso interno fu vinto, nell'agosto 1939, dall'ingegner Wsiewołod Jakimiuk. Il progetto vincitore riguardava un aereo da caccia di costruzione interamente metallica, monoplano ad ala bassa, dotato di un carrello d'atterraggio triciclo posteriore completamente retrattile, con ruotino di coda. L'aereo sarebbe stato armato con un singolo cannone Hispano-Suiza HS.404 da 20 mm, sparante attraverso il mozzo dell'elica, e quattro mitragliatrici PWU Wz.36 da 7,9 mm poste nelle ali. Il disegno del velivolo permetteva anche la possibilità di trasportare 500 kg di bombe sotto le ali o sotto la carlinga. La velocità massima di progetto era superiore ai 500 km/h (310 mph).
Il progetto in dettaglio del PZL.56 Kania fu terminato nell'agosto 1939 ma venne rifiutato dall'aviazione in favore del più promettente PZL.55 disegnato da Jerzy Dąbrowski.

## Versioni
- PZL P.56A dotata di propulsore Hispano-Suiza 12Y a 12 cilindri a V, raffreddato a liquido, erogante 1 100 CV;
- PZL P.56B dotata di propulsore Hispano-Suiza 12Z a 12 cilindri a V, raffreddato a liquido, erogante 1 600 CV.